# جلانی اوسی نلسون
جلانی اوسی نلسون (به آمهری: ጄላኒ ኔልሰን) استاد مهندسی برق و علوم کامپیوتر در دانشگاه کالیفرنیا، برکلی است. او در سال ۲۰۱۴ برنده جایزه شغلی اولیه ریاست جمهوری برای دانشمندان و مهندسان شد. نلسون خالق یک برنامه تابستانی علوم کامپیوتر برای دانش آموزان دبیرستانی اتیوپیایی در آدیس آبابا است.
نلسون از مادری اتیوپیایی و پدری آفریقایی-آمریکایی در لس آنجلس به دنیا آمد، سپس در سنت توماس، جزایر ویرجین ایالات متحده بزرگ شد. او ریاضیات و علوم کامپیوتر را در مؤسسه فناوری ماساچوست خواند. وی تحصیلات دکترای خود را در رشته علوم کامپیوتر در همان مؤسسه ادامه داد.